# Xu (Familienname)
Xu ist ein chinesischer Familienname.

## Namensträger
mit dem Zeichen 徐,  Xú:
- Annabelle Xu (* 2004), kanadische Tennisspielerin
- Xu Anqi (* 1992), chinesische Fechterin
- Augusta Xu-Holland (* 1991), neuseeländische Schauspielerin
- Barbie Xu (1976–2025), taiwanische Schauspielerin und Sängerin
- Xu Bei (* 1983), chinesische Weitspringerin
- Xu Beihong (1895–1953), chinesischer Maler
- Xu Bing (* 1955), chinesisch-US-amerikanischer Künstler
- Bing Xin Xu (* 1985), spanisch-chinesische Badmintonspielerin
- Xu Caihou (1943–2015), chinesischer General und Politiker
- Xu Can (* 1994), chinesischer Boxer
- Xu Chao (1994–2024), chinesischer Bahnradsportler
- Xu Chen (* 1984), chinesischer Badmintonspieler
- Chenyang Xu (* 1981), chinesischer Mathematiker
- Chris Xu (* 1969), kanadische Tischtennisspielerin
- Chris Xu (Unternehmer) (* 1984), chinesisch-singapurischer Unternehmer
- Xu Da (1332–1385), chinesischer General
- Xu Daolin (1907–1973), chinesischer Jurist
- Xu Demei (* 1967), chinesische Speerwerferin
- Xu Fan (* 1967), chinesische Schauspielerin
- Xu Fei (* 1994), chinesische Ruderin
- Xu Fengxia (* 1963), chinesische Musikerin
- Xu Fu (* 1995), chinesischer Shorttracker
- Xu Fu (Antikes China), chinesischer Entdecker, Gelehrter und Magier am chinesischen Kaiserhof
- Xu Guangjian (1931–2022), chinesischer Jurist und Richter
- Xu Guangqi (1562–1633), Gelehrter und Minister der Ming-Dynastie, bedeutender katholischer Konvertit
- Xu Guangxian (1920–2015), chinesischer Chemiker
- Xu Guanhua (* 1941), chinesischer Forstwissenschaftler und Politiker
- Xu Haidong (General) (1900–1970), chinesischer General und Politiker
- Xu Haidong (Tischtennisspieler) (* 2000), chinesischer Tischtennisspieler
- Xu Haifeng (Sportschütze) (* 1958), chinesischer Sportschütze
- Xu Haifeng (Kanute) (* 1976), chinesischer Kanute
- Xu Haiyang (* 1995), chinesischer Sprinter
- Xu Hongzhi (* 1996), chinesischer Shorttracker
- Xu Huaiwen (* 1975), deutsche Badmintonspielerin
- Xu Huan (* 1999), chinesische Fußballtorhüterin
- Xu Huang (General) (169–227), chinesischer General
- Xu Huang (Diplomat) (1914–1984), chinesischer Diplomat
- Xu Huiqin (* 1993), chinesische Stabhochspringerin
- Xu Jiao (* 1997), chinesische Schauspielerin
- Xu Jiatun (1916–2016), chinesischer Politiker
- Xu Jiayu (* 1995), chinesischer Schwimmer
- Xu Jie (Politiker) (1503–1583), chinesischer Politiker
- Xu Jie (Geologe), chinesischer Geologe
- Xu Jie (Tischtennisspielerin) (* 1982), polnische Tischtennisspielerin
- Xu Jie (Fechter) (* 2002), chinesischer Fechter
- Xu Jing (Tischtennisspielerin) (* 1968), taiwanische Tischtennisspielerin
- Xu Jing (Bogenschützin) (* 1990), chinesische Bogenschützin
- Xu Jinglei (* 1974), chinesische Schauspielerin
- Xu Jun (* 1962), chinesischer Schachspieler und -trainer
- Xu Junchao (* 1988), chinesischer Tennisspieler
- Xu Ke (1869–1928), chinesischer Schriftsteller und Publizist
- Xu Kuangdi (* 1937), chinesischer Politiker
- Xu Lei (* 1963), chinesischer Maler und Kunstdirektor
- Xu Liangying (1920–2013), chinesischer Physiker, Übersetzer und Historiker
- Xu Lijia (* 1987), chinesische Seglerin
- Xu Linyin (* 1986), chinesischer Beachvolleyballspieler
- Xu Lizhi (1990–2014), chinesischer Wanderarbeiter, Blogger, Filmkritiker und Lyriker
- Xu Mengtao (* 1990), chinesische Freestyle-Skisportlerin
- Xu Mingfu (* 1997), chinesischer Skirennläufer
- Mingge Xu (* 2007), britische Tennisspielerin
- Xu Nannan (* 1978), chinesische Freestyle-Skisportlerin
- Xu Nuo (Freestyle-Skierin) (* 1996), chinesische Freestyle-Skierin
- Xu Nuo (Fechterin) (* 1998), chinesische Degenfechterin
- Xu Pei (* 1966), deutsch-chinesische Schriftstellerin, Lyrikerin und Politaktivistin
- Xu Qiliang (1950–2025), chinesischer General und Politiker
- Xu Qinjun (1911–2001), chinesischer Literaturwissenschaftler
- Xu Ran (* 1980), chinesischer Tennisspieler
- Xu Rong (* 1958), chinesische Badmintonspielerin
- Xu Shaoshi (* 1951), chinesischer Politiker
- Xu Sheng († 225), General der Wu-Dynastie
- Xu Shichang (1855–1939), chinesischer Politiker, Präsident 1918 bis 1922
- Xu Shilin (* 1998), chinesische Tennisspielerin
- Xu Shixiao (* 1992), chinesische Kanutin
- Xu Shiyan (* 1997), chinesische Judoka
- Xu Shouhui, Rebellenführer aus der Zeit der Yuan-Dynastie
- Xu Shousheng (1953–2020), chinesischer Politiker
- Xu Shuangshuang (* 1996), chinesische Leichtathletin
- Xu Shuzheng (1880–1925), chinesischer Warlord während der Warlord-Ära
- Xu Sicun (* 1992), chinesische Freestyle-Skierin
- Xu Tingting (Leichtathletin) (* 1989), chinesische Dreispringerin
- Xu Tingting (Badminton) (* 1990), chinesische Para-Badmintonspielerin
- Xu Tiantian (* 1975), chinesische Architektin
- Xu Wei (1521–1593), chinesischer Maler
- Ma-Xu Weibang (1905–1961), chinesischer Filmregisseur
- Xu Wenli (* 1943), chinesischer Dissident
- Xu Xiake (1586–1641), chinesischer Geograph und Schriftsteller
- Xu Xiangqian, chinesischer Politiker (KPCh) und Militär
- Xu Xiaofei (* 1982), chinesischer Fußballspieler
- Xu Xiaoling (* 1992), chinesische Weitspringerin
- Xu Xiaolong (* 1992), chinesischer Dreispringer
- Xu Xiaoming (* 1984), chinesischer Curler
- Xu Xilin (1873–1907), Revolutionsführer in der späten Qing-Dynastie
- Xu Xin (Tennisspieler) (* 1972), chinesischer Tennisspieler
- Xu Xin (* 1990), chinesischer Tischtennisspieler
- Xu Xin (Fußballspieler) (* 1994), chinesischer Fußballspieler
- Xu Xing (Philosoph), chinesischer Philosoph
- Xu Xing (Schriftsteller) (* 1956), chinesischer Schriftsteller, Dokumentarfilmer und Videokünstler
- Xu Xing (Paläontologe) (* 1969), chinesischer Paläontologe
- Xu Yan (Gelehrter) 徐彦, chinesischer Gelehrter aus der Zeit der Tang-Dynastie
- Xu Yan (Judoka) (* 1981), chinesische Judoka
- Yangyang Xu (* 1986), chinesisch-US-amerikanischer Klimafolgenforscher
- Xu Yifan (* 1988), chinesische Tennisspielerin
- Xu Yingbin (* 2001), chinesischer Tischtennisspieler
- Xu Yinsheng (* 1938), chinesischer Tischtennisspieler
- Xu Youyu (* 1947), chinesischer Philosoph und Dissident
- Xu Yuanchong (1921–2021), chinesischer Übersetzer
- Xu Yue (2./3. Jh.), chinesischer Mathematiker
- Xu Yunli (* 1987), chinesische Volleyballspielerin
- Xu Zechen (* 1978), chinesischer Schriftsteller
- Xu Zhangrun (* 1962), chinesischer Rechtswissenschaftler und Dissident
- Xu Zhihang (Leichtathlet) (* 1997), chinesischer Hürdenläufer
- Xu Zhihang (Schachspieler) (* 2001), chinesischer Schachspieler
- Xu Zhimo (1897–1931), chinesischer Schriftsteller
- Joseph Xu Zhixuan (1916–2008), chinesischer Geistlicher, Bischof von Wanzhou
- Xu Zhuoyi (* 2003), chinesischer Hürdenläufer
- Xu Zhouzheng (* 1995), chinesischer Sprinter
- Xu Zongze (1886–1947), chinesischer jesuitischer Theologe, Forscher zur Geschichte des chinesischen Katholizismus

mit dem Zeichen 許 / 许,  Xǔ:
- Annie Xu (* 1999), US-amerikanische Badmintonspielerin
- Kerry Xu (* 1999), US-amerikanische Badmintonspielerin
- Xu (Kaiserin) († 8 v. Chr.), Kaiserin der Han-Dynastie
- Xu Chu, persönlicher Leibwächter von Cao Cao, dem Begründer der Wei-Dynastie
- Xu Dazhe (* 1956), chinesischer Luftfahrtingenieur und Politiker
- Xu Dishan (1893–1941), chinesischer Schriftsteller, Gelehrter und Religionswissenschaftler
- Xu Jialu (* 1937), chinesischer Politiker, Literaturwissenschaftler und Hochschullehrer
- Xu Jialu (Leichtathletin) (* 2000), chinesische Sprinterin
- Xu Jiang (* 1955), chinesischer Künstler
- Xu Jiayin (* 1958), chinesischer Unternehmer
- Xu Jingcheng (1845–1900), chinesischer Diplomat
- Xu Qin (* 1961), chinesischer Politiker
- Xu Rongmao (* 1950), chinesischer Unternehmer und Milliardär
- Xu Shen (58–147), chinesischer Wörterbuchautor
- Xu Shiyou (1905–1985), chinesischer Politiker und General
- Xu Wang (* 1990), chinesischer Marathonläufer
- Xu Wenlong (* 1987), chinesischer Skilangläufer
- Xiaojia Xu, chinesische Cellistin
- Xu Xun (239–374), chinesischer Daoist
- Xu Yanmei (* 1971), chinesische Wasserspringerin
- Xu Yichen (* 1986), chinesischer Snookerspieler
- Xu Yinghui (* 1989), chinesische Biathletin und Skilangläuferin
- Xu Yuanyuan (* 1981), chinesische Schachspielerin
- Xu Yuhua (* 1976), chinesische Schachspielerin
- Xu Yuhua (Judoka) (* 1983), chinesische Judoka
- Xu Zengcai (* 1961), chinesischer Tischtennisspieler
- Xu Zhiyong (* 1973), chinesischer Hochschullehrer und Jurist
- Xu Zhuoyun (* 1930), chinesischer Historiker

Zuordnung unklar
- Xu Jiayu (Tennisspielerin) (* 2003), chinesische Tennisspielerin